# 636型海洋综合调查船
636型與其後繼的636A型水文綜合調查船，是中國為替代早期625型與635型所設計的水文調查與研究船，目前由中國人民解放軍海軍與中國海警使用。此級船艦在北約代號中被稱為「Shupang級」。

## 636型
636型水文調查船由中國船舶集團下屬的第708研究所（即現今的中國船舶及海洋工程設計研究院）設計。設計時特別重視減震與降噪處理，內部噪音水平遠低於同級船隻。該船由蕪湖造船廠建造，並於1998年8月服役，2011年11月轉隸中國海警。
- 長度（米）：129.82
- 寬度（米）：17
- 型深（米）：8.1
- 巡航速度（節）：15
- 最高速度（節）：18
- 自持力（天）：60
- 航程（海里）：15000
- 滿載排水量（噸）：5872
- 抗風等級：12級

## 636A型
636A型是636型的後繼改良型，首艘636A型於2003年5月在蕪湖造船廠開工，裝有超過20套測量系統。每艘船有雙重命名體系：服役於海軍時使用以科學家命名的艦名，轉為民用調查任務時則稱為「海洋」系列加號碼。
- 長度（米）：129.28
- 寬度（米）：17
- 型深（米）：8.1
- 巡航速度（節）：15
- 最高速度（節）：17.5
- 自持力（天）：60
- 航程（海里）：15000 （15節）
- 滿載排水量（噸）：5883
- 人員編制：134人

## 艦名列表
636型與636A型的艦艇多以中國當代科學家命名：
| 型號 | 舷號 | 艦名     | 建造廠     | 服役日期       | 民用名   | 狀態                             |
| ---- | ---- | -------- | ---------- | -------------- | -------- | -------------------------------- |
| 636  | 871  | 李四光號 | 蕪湖造船廠 | 1998年10月     | 海洋18號 | 已退役，轉交中國海警（海警2506） |
| 636A | 872  | 竺可楨號 | 蕪湖造船廠 | 2003年5月      | 海洋20號 | 現役                             |
| 636A | 875  | 錢三強號 | 蕪湖造船廠 | 2008年5月1日   | 海洋22號 | 現役                             |
| 636A | 873  | 錢學森號 | 蕪湖造船廠 | 2015年12月26日 | 海洋23號 | 現役                             |
| 636A | 874  | 鄧稼先號 | ―          | 2016年2月2日   | 海洋24號 | 現役                             |
| 636A | 876  | 錢偉長號 | ―          | 2016年7月25日  | 海洋25號 | 現役                             |
| 636A | 877  | 陳景潤號 | ―          | 2016年後       | 海洋26號 | 現役                             |
| 636A | 878  | 王淦昌號 | ―          | 2016年後       | 海洋27號 | 現役                             |
| 636A | 879  | 朱光亞號 | ―          | 2016年後       | 海洋28號 | 現役                             |
| 636A | 880  | 茅以升號 | ―          | 2016年後       | 海洋29號 | 現役                             |